# Niederbreidenbach

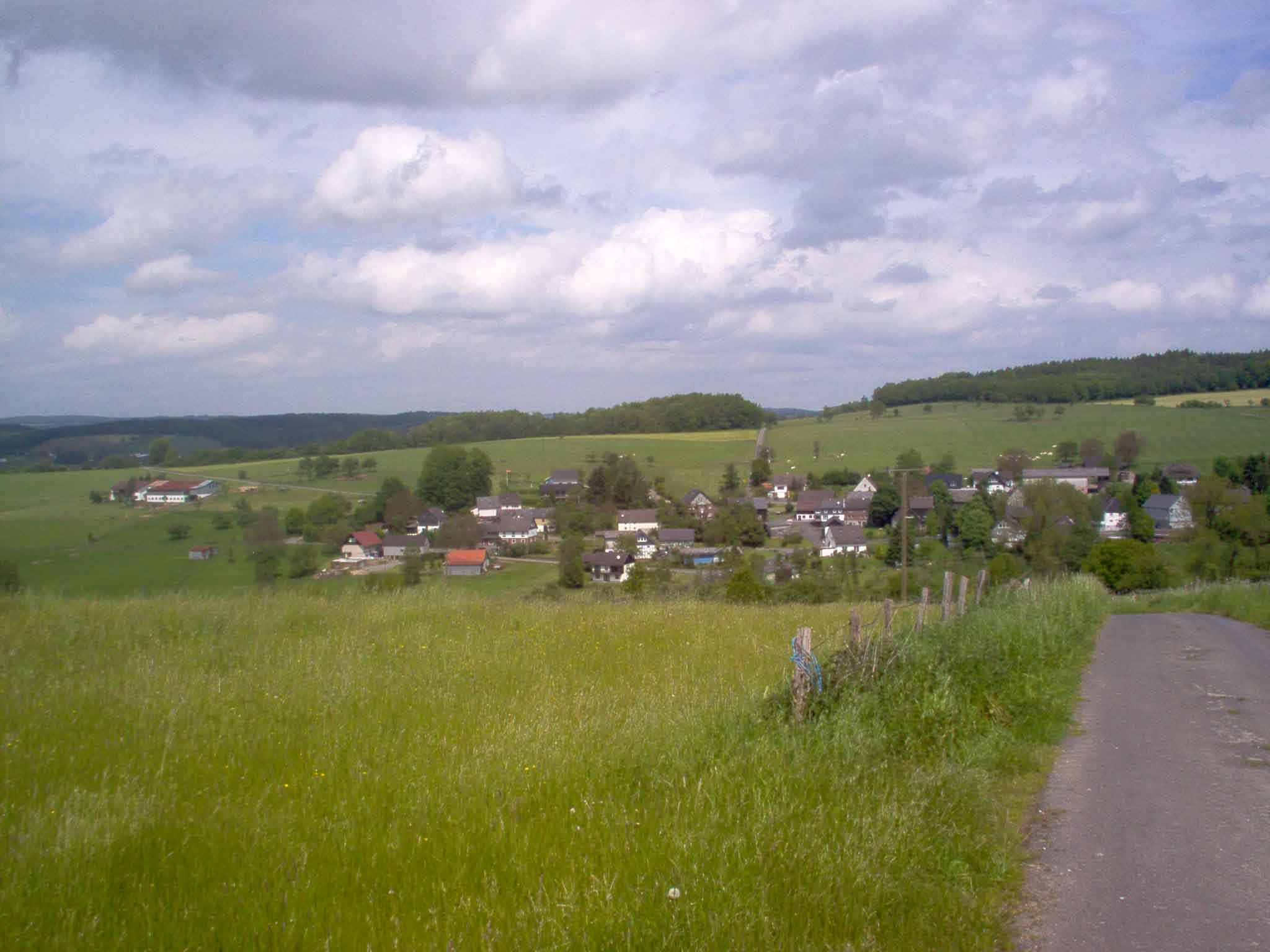
Niederbreidenbach vom Stranzenbacher Berg aus gesehen.

Niederbreidenbach ist ein Ortsteil von Nümbrecht im Oberbergischen Kreis innerhalb des Regierungsbezirks Köln im südlichen Nordrhein-Westfalen.

## Lage und Beschreibung
Der Ort liegt in Luftlinie 4,6 km südwestlich von Nümbrecht an der Landesstraße L 38.

## Geschichte
1447 wurde der Ort das erste Mal urkundlich erwähnt. „Der verpfändete Hof zu Brydenbach wird in einer Urkunde des Grafen Gerhard von Sayn genannt.“

## Personen
- Robert Ley (1890–1945), geboren in Niederbreidenbach, als Reichsleiter der NSDAP und Leiter des Einheitsverbands Deutsche Arbeitsfront einer der führenden Politiker des Nationalsozialismus, in den Nürnberger Prozessen als Hauptkriegsverbrecher angeklagt

## Bus und Bahnverbindungen

### Bürgerbus
Haltestelle des Bürgerbusses der Gemeinde Nümbrecht.
Route:Lindscheid
- Alsbach-Oberelben-Nippes-Nümbrecht/Busbahnhof.

### Linienbus
Haltestelle: Niederbreidenbach
- 323 Nümbrecht Schulzentrum (OVAG, Schulbus)
- 346 Nümbrecht Schulzentrum (OVAG, Schulbus)